# Green Rose
Green Rose (en hangul, 그린 로즈; romanización revisada, Geurin rojeu) también conocida en español como Rosa verde, es una serie de televisión surcoreana de 2005, protagonizada por Go Soo, Lee Da-hae, Lee Jong-hyuk y Kim Seo Hyung.
Fue emitida por Seoul Broadcasting System desde el 19 de marzo hasta el 29 de mayo de 2005, con una longitud 22 episodios emitidos cada sábados y domingos a las 21:45 (KST). Existió una versión Filipina de esta serie, fue emitida por ABS-CBN en 2011.

## Sinapsis
Lee Jung Hyun (Go Soo) y Oh Soo Ah (Lee Da-hae) viven una vida normal como pareja hasta que se reveló que Soo Ah es en realidad la hija de Oh Byung Moo (Han Jin Hee) el presidente de SR Electronics, la misma empresa en la que trabaja. Conmocionado y herido porque Soo Ah no era honesta con él, Jung Hyun intenta romper con ella, pero ella lo convence y se dan una nueva oportunidad. Una noche, Jung Hyun es llamado de la casa del presidente y él se dirige allí. 
En el interior de la casa, Jung Hyun encuentra al presidente y la ama de llaves muertos en el suelo. Cuando Jung Hyun intenta sacar al presidente de la casa para llevarlo al hospital, un incendio se inicia y Jung Hyun es noqueado, quedando inconsciente. Posteriormente Jung Hyun es acusado como el principal sospechoso, después que la evidencia apunta a él como el asesino, es condenado a cadena perpetua. Su madre se suicida para dar a su hijo la oportunidad de salir de la cárcel y probar su inocencia. Él decide huir; sin embargo, es arrinconado por la policía y el equipo de fuerzas especiales después de una persecución automovilística, pero Jung Hyun decide dar fin a su vida saltando de un puente.
Todos creen que está muerto, pero él huye a Shanghái en China, donde lucha para sobrevivir. Sufre al no tener hogar y teniendo que alimentarse de los restos de comida en la basura. El tiempo pasa y se encuentra con un hombre coreano llamado Lee Choon-bok (Park Sang-myun) que con el tiempo se convierte en su amigo y su guardián, cuidando bien de él como si fuese su propio hermano e hijo. También se encuentra con Cha Yoo Ran (Kim Seo Hyung), la secretaria del presidente y examante del director de SR, Shin Hyun-tae (Lee Jong-hyuk). 
Luego de ser salvado, Jung Hyun desarrolla grandes habilidades de negocios y se convierte en presidente de Super Digital Enterprise, una exitosa empresa china. Después de tres años, él (bajo el alias de Zhang Zhongyuan), Yoo Ran y Choon Bok, regresan a Corea, (en su regreso, Jung Hyun aún permanece bajo el cuidado de su tutor y guardián Choon Bok como si estuvieran en China) para ayudarlo a descubrir la verdad y castigar a las personas que lo acusaban. Soo Ah, estaba saliendo con Shin Hyun Tae en su regreso. Ella mira a Zhang Zhongyuan y lo reconoce inmediatamente como Jung Hyun. 
Con la ayuda de Soo Ah, guardián Choon Bok y su mejor amigo Kim Dong Wook (Jung Sang-hoon), el descubre que Shin Hyun Tae es la persona que intentó matar al padre de Soo Ah. Secretamente deseando a Soo Ah durante años, también decide quitar de su vida a Jung Hyun, ansiando tenerla para él solo. Finalmente el director Seo (Sunwoo Jae Duk), fue testigo del crimen, debido a que él fue quien había golpeado Jung Hyun en la cabeza y que trató de matar al presidente. Al final, Jung Hyun es capaz de eliminar con éxito su acusación, mientras el director Seo y Shin se suicidan. Él y Soo Ah finalmente se reúnen felices volviendo a revivir su amor.

## Reparto

### Personajes principales
- Go Soo como Lee Jung Hyun / Zhang Zhongyuan.
- Lee Da-hae como Oh Soo Ah.
- Lee Jong-hyuk como Shin Hyun-tae.
- Kim Seo Hyung como Cha Yoo Ran.

### Personajes secundarios
- Sunwoo Jae Duk como Director Seo.
- Jung Sang-hoon como Kim Dong Wook.
- Zhang Kang'er como Chen Daren.
- Park Sang-myun como Lee Choon-bok.
- Han Jin Hee como Presidente Oh Byung Moo.
- Seo Jin Ah como Hong So Ra.
- Lee Won Jae como Yoo Kwang Il.
- Sung Dong Il como Jung Taek Soo.
- Kang Shin Il como Investigador Jo.
- Choi Sang Hoon como Fiscal Oh.
- Yoo Jung Ki como Guardia Ahn.
- Jang Hoon como Investigador Kim.
- Lee Seung Ho como Juez.
- Byun Hee Bong como Fiscal Jung.
- Jung Hye Sun como Han Myung Sook.
- Kim Ji Young como Park Soon Nyeo.

## Emisión internacional
- Estados Unidos: KSCI.
- Filipinas: ABS-CBN.
- Japón: KNTV, FBS y BS-Japan.
- Taiwán: GTV.
- Vietnam: Hanoi TV y HTV9

## Versiones
- Filipinas: Green Rose (2011).